# 雪田将司
雪田 将司（ゆきた まさし、1988年5月23日 - ）は、日本の男性声優。フリー。
新潟県出身。血液型 O型。

## 出演
太字はメインキャラクター。

### OVA
- 蒼き雷霆 ガンヴォルト（2017年、アシモフ[3]）

### ゲーム
- くにおくんの超熱血!大運動会（2010年、マイケル・トビオカ）
- でんぢゃらすじーさんと1000人のお友だち邪（2012年）
- 蒼き雷霆 ガンヴォルト（2014年、アシモフ[1][4]）
- 魔神少女 エピソード3 -勇者と愚者-（2017年、ナレーション）
- 白き鋼鉄のX THE OUT OF GUNVOLT（2019年、デマーゼル / アシモフ）
- 蒼き雷霆 ガンヴォルト 鎖環（2022年、アシモフ）
- 幻日のヨハネ -BLAZE in the DEEPBLUE-（2023年）
- 九魂の久遠（2024年[5]）
- カルドアンシェル（2024年、アシモフ[6][7]、SC-25 スターフォースワン[8][9]、ユキタマ[10]）

### ドラマCD
2012年
- 人災派遣のフレイムアップex　聖学院グラスパー（小宮山）

2015年
- 蒼き雷霆ガンヴォルト 平穏への憧憬 / III（アシモフ）

2016年
- ぷよぷよ Vol.8

### MC
- 「蒼き雷霆 ガンヴォルト サウンドトラック」発売記念 インティ・クリエイツ インストアイベント14’秋 トークショーwithミニライブ!